# Angelli Nesma
Angelli Nesma Medina, est une productrice de télévision mexicaine.

## Telenovelas

### Chargée de production
- Viviana (Televisa 1978)
- Los ricos también lloran (Televisa 1979-1980)
- El hogar que yo robé (Televisa 1981)
- Chispita (Televisa 1983)
- Los años felices (Televisa 1984)
- Los años pasan (Televisa 1985)
- Rosa salvaje (Televisa 1987-1988)

### Productrice associé
- Carrusel (Televisa 1989-1990) (premiere partie)
- Mi pequeña Soledad (Televisa 1990)

### Productrice exécutive
| Année       | Telenovela                | Chaîne   |
| ----------- | ------------------------- | -------- |
| 1993        | Entre la vida y la muerte | Televisa |
| 1995 - 1996 | María la del barrio       | Televisa |
| 1996 - 1997 | Mi querida Isabel         | Televisa |
| 1997 - 1998 | Sin ti                    | Televisa |
| 1998 - 1999 | Camila                    | Televisa |
| 1999        | Por tu amor               | Televisa |
| 2000 - 2001 | Por un beso               | Televisa |
| 2003        | Niña amada mía            | Televisa |
| 2004 - 2005 | Apuesta por un amor       | Televisa |
| 2006 - 2007 | Amar sin límites          | Televisa |
| 2007 - 2008 | Al diablo con los guapos  | Televisa |
| 2008 - 2009 | Un gancho al corazón      | Televisa |
| 2010 - 2011 | Llena de amor             | Televisa |
| 2012        | Abismo de pasión          | Televisa |
| 2013 - 2014 | Lo que la vida me robó    | Televisa |
| 2015        | Que te perdone Dios       | Televisa |
| 2016 - 2017 | Tres veces Ana            | Televisa |
| 2017 - 2018 | Me declaro culpable       | Televisa |
| 2022        | Amor dividido             | Televisa |
| 2024        | Tu vida es mi vida        | Televisa |